# Noakhali

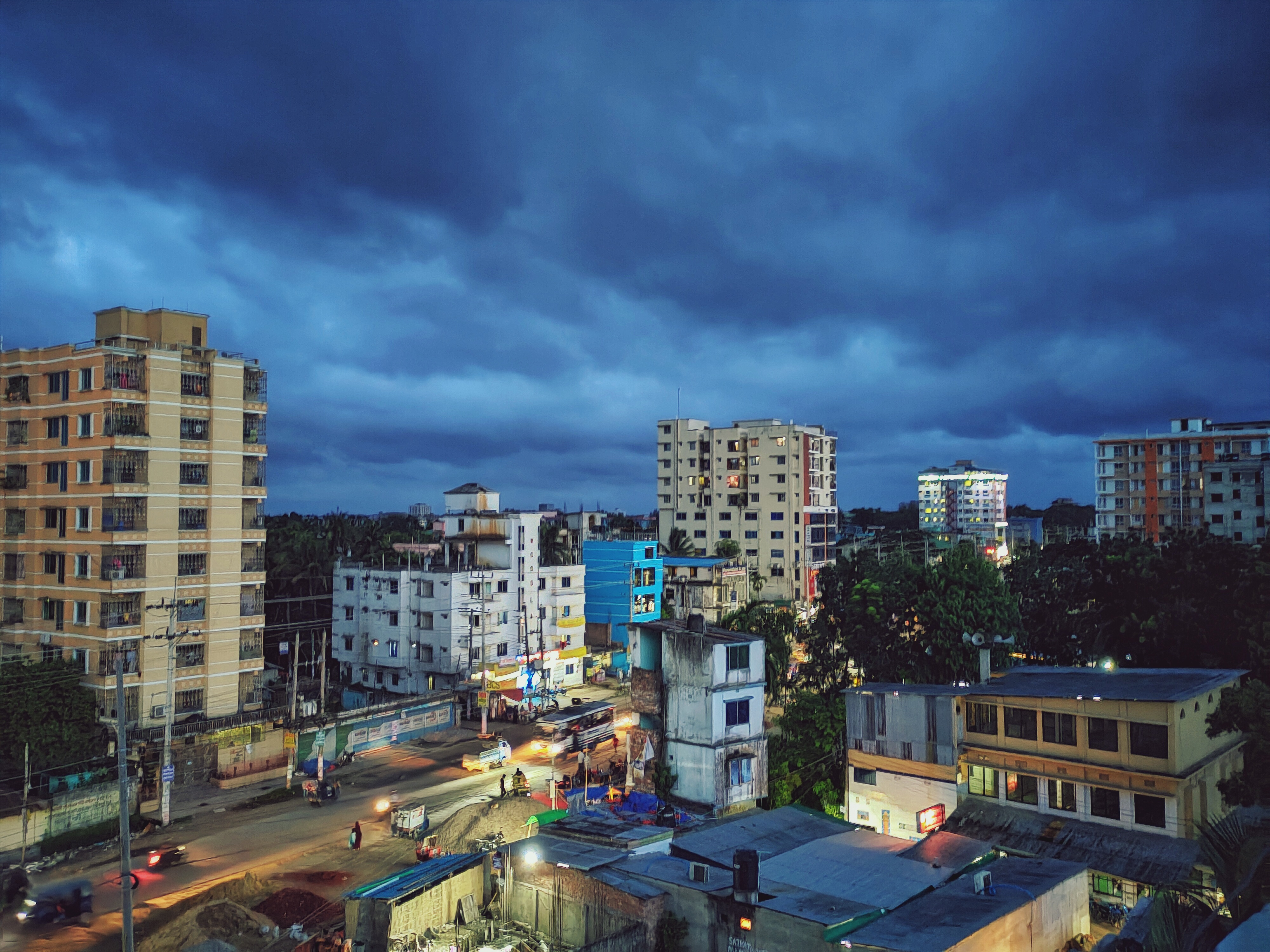
Maijdee

Noakhali (även känd som Maijdee, äldre namn Sudharam) är en stad i sydöstra Bangladesh, och tillhör Chittagongprovinsen. Folkmängden uppgick till 107 654 invånare 2011, med förorter 130 842 invånare. Noakhali (Sudharam) blev en egen kommun 1876.